# Рейндерс, Дидье
Дидье Рейндерс (фр. Didier Reynders; род. 6 августа 1958, Льеж) — бельгийский государственный и политический деятель, член партии «Реформаторское движение», европейский комиссар (2019—2024).

## Биография
Окончил Льежский университет, с октября 1986 по май 1991 года являлся председателем совета директоров компании по управлению государственными железными дорогами Бельгии SNCB, затем возглавил национальное управление воздушного транспорта (Régie des voies aériennes, RVA). С марта 1987 по май 1988 года руководил канцелярией бельгийского вице-премьера и министра юстиции Жана Голя, в 1993 году был избран в Палату представителей Бельгии, а после смерти Жана Голя в 1995 году возглавил партийную фракцию в нижней палате парламента (ЛРП-ДФН).

### В бельгийских правительствах (1999—2019)
12 июля 1999 года надолго занял кресло министра финансов Бельгии. В 2010 году, выступая с публичным отчётом о своих достижениях за десять лет, назвал в числе таковых ремонт 19 зданий своего ведомства и строительство ещё 63, ускоренная информатизация (обеспеченность персональными компьютерами выросла с одного на трёх сотрудников до отдельного ПК у каждого служащего), доля персонала с высшим образованием увеличилась с 19 % до 24 %.
18 июля 2004 года указом короля бельгийцев Альберта II назначен вице-премьером с сохранением прежней министерской должности, а 23 декабря 2007 года стал в качестве вице-премьера курировать национальную лотерею и Федеральное общество государственного имущества и инвестиций. Кроме того, с 11 октября 2004 по 14 февраля 2011 года являлся председателем Реформаторского движения.
В 2007 году состоялись парламентские выборы, ставшие первыми для Рейндерса в роли лидера партии. «Реформаторское движение» потеряло одно депутатское кресло, но, тем не менее, с 23 мандатами впервые поднялось на второе место и вошло в число крупнейших партий.
По итогам выборов 2010 года РД потеряло ещё пять мест в Палате представителей.
6 декабря 2011 года при формировании правительства Элио ди Рупо Рейндерс назначен министром иностранных дел, обменявшись креслами со Стевеном Ванакере.
9 декабря 2018 года при формировании второго правительства Шарля Мишеля получил в дополнение к имеющимся у него портфелям вице-премьера и министра иностранных и европейских дел должность министра обороны.
27 октября 2019 года сохранил все должности при формировании правительства Софи Вильмес.
30 ноября 2019 года ушёл со всех должностей в бельгийском правительстве ввиду назначения в состав Европейской комиссии.

### В Европейской комиссии
10 сентября 2019 года вошёл в должности европейского комиссара юстиции в опубликованный список формируемой Комиссии фон дер Ляйен.

## Личная жизнь
Дидье Рейндерс женат на Бернадетт Приньон (Bernadette Prignon), председателе апелляционного суда Льежа. У супругов есть четверо детей, и уже появились внуки.

## Награды
- Командор Ордена Почётного легиона (2013)
- Великий офицер Ордена Леопольда I (2014)
- Большой крест ордена «За заслуги перед Федеративной Республикой Германия» (2014)
- Кавалер Большого креста Ордена Оранских-Нассау (2016)
- Большой крест Ордена заслуг перед Люксембургом (2016)
- Орден «За заслуги» II степени (4 сентября 2023 года, Украина) — за весомый личный вклад в укрепление межгосударственного сотрудничества, поддержку государственного суверенитета и территориальной целостности Украины, популяризацию Украинского государства в мире[11]